# Couplets adressés à mon époux
Couplets adressés à mon époux pour le jour de sa fête est une chanson anonyme écrite en 1793 au cours de la Révolution française.

## Interprète
Francesca Solleville dans l'album Musique, citoyennes !, disque 33 tours de Francesca Solleville, sorti pour le bicentenaire de la Révolution en 1989. Distribution Carrere, production Chantons 89 WH. n°66586 CA 272.